# サーラダー・デーヴィー

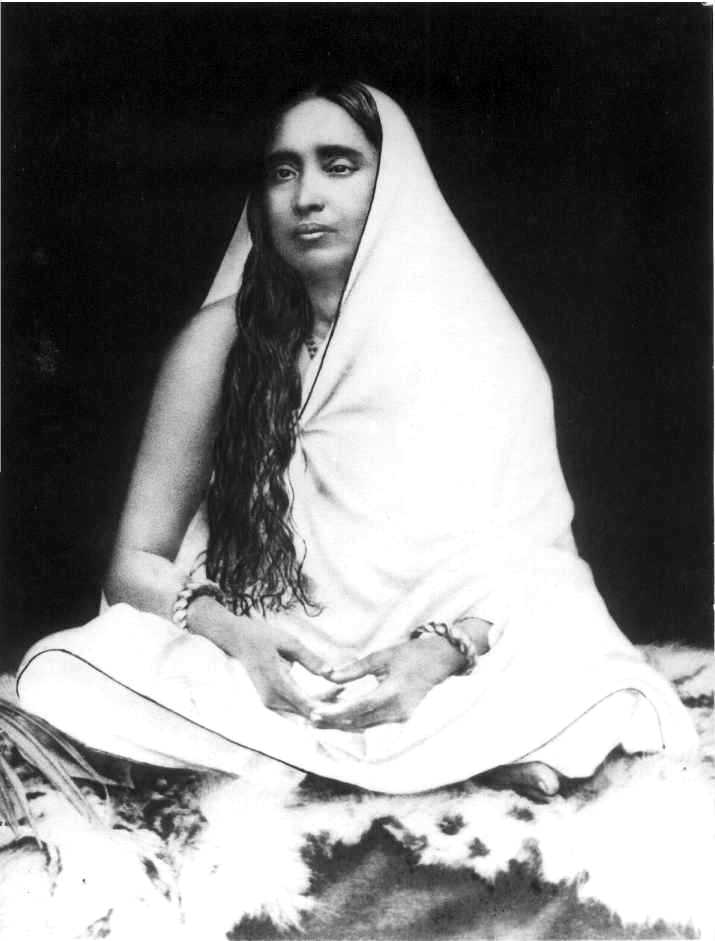
サーラダー・デーヴィー

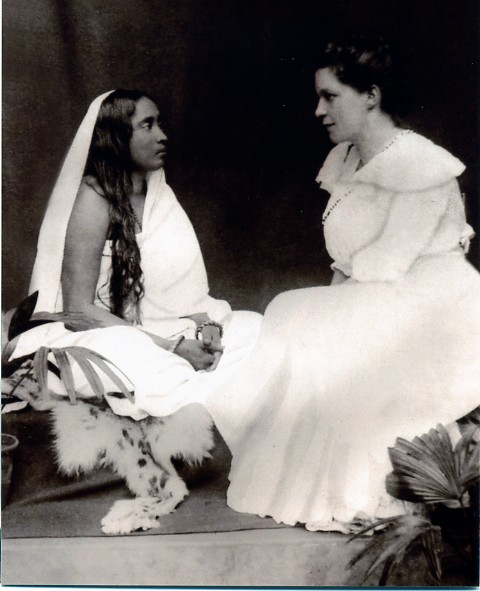
サーラダー・デーヴィー（左）と、ラーマクリシュナの後継者ヴィヴェーカーナンダの弟子であるアイルランド人女性シスター・ニヴェーディター（1900年頃）

サーラダー・デーヴィー（シャロダ・デビ, サラダ・デヴィ, Sarada Devi, 1853年12月22日 - 1920年7月20日）は、インドの宗教家。19世紀ベンガルに生まれた宗教家ラーマクリシュナの形式上の妻であり、夫の死後、聖母（Holy Mother）として宗教的な活動を行うようになった。ラーマクリシュナの死後、宗教団体ラーマクリシュナ・ミッションでは、夫と共に崇敬の対象になっている。

## 概略
1853年に、西ベンガルのジャイラムバティのバラモン階級の家に生まれた。
ラーマクリシュナは、1856年に保護者である兄を亡くすと、食事も睡眠もあまり取らなくなり、カーリー女神との母子のような関係、神秘体験に没頭し、周囲からは狂気に陥ったと思われるようになった。母親が彼を故郷に連れ帰り、いくらか回復すると彼の状態の安定を願って、23歳のラーマクリシュナを5歳の幼女サーラダー・デーヴィーと結婚させた。1859年に正式に結婚したが、幼い彼女が妻として十分な年になるまで両親のもとに留まり、18歳で夫の住むコルカタに程近いダクシネーシュワルのカーリー寺院に移った。

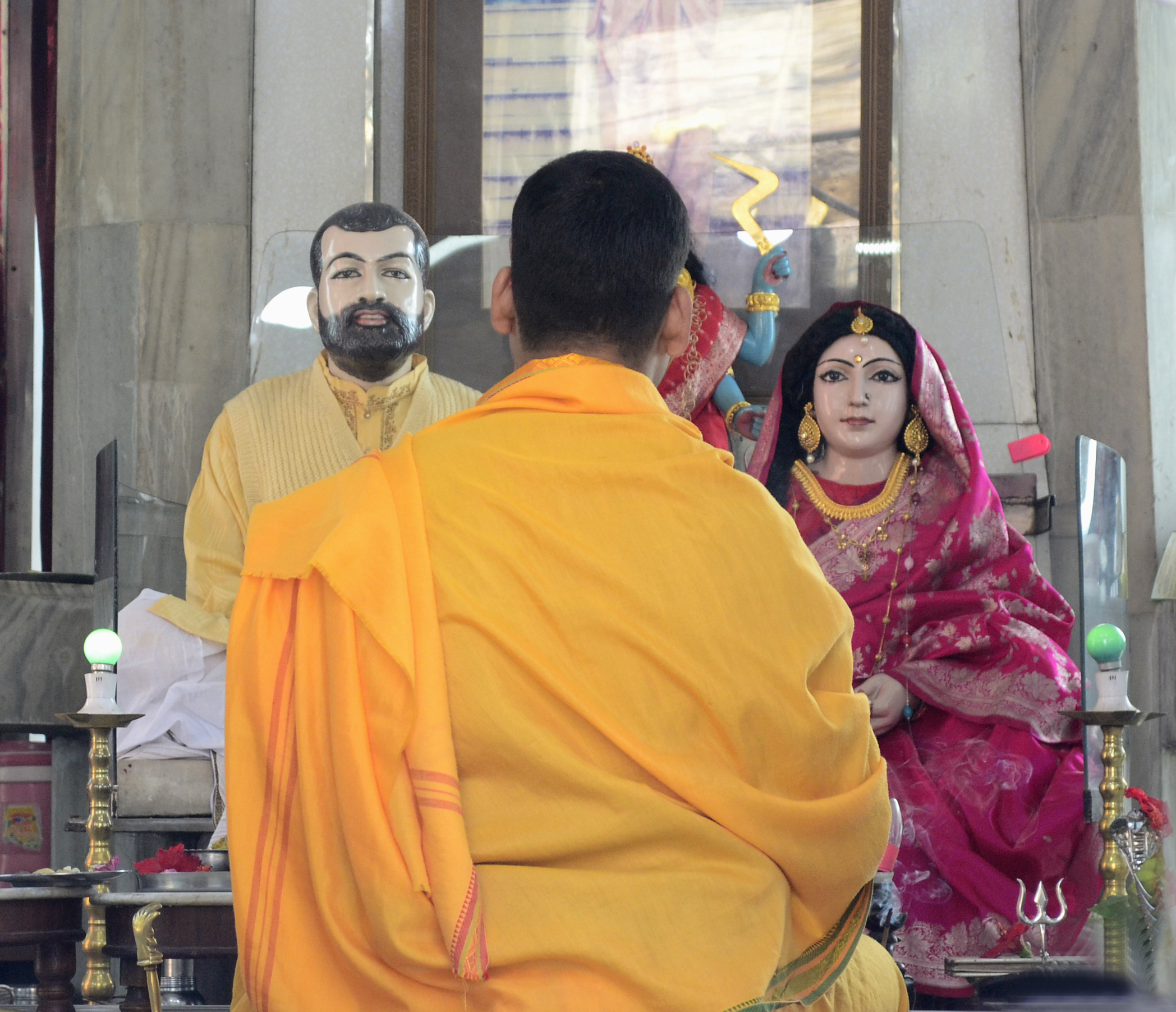
ラーマクリシュナとサーラダー・デーヴィーの像

ラーマクリシュナは、家庭の妻であれ娼婦であれ、性的な存在としての女性に強い嫌悪を抱いており、彼自身は女装をしたり女性のようなふるまいをすることもあった。ラーマクリシュナとサーラダー・デーヴィーには、少なくとも性的な関係はなかったと考えられており、ラーマクリシュナの弟子による言行録『コタムリト』には「処女妻」と書かれている（ラーマクリシュナが同性愛者であったという見解を持つ学者もいるが明確な答えはなく、セクシュアリティについて議論が続いている。）ラーマクリシュナ死後のラーマクリシュナ・ミッションでは、夫婦が共に霊的指導者として尊敬を集めているが、ラーマクリシュナ存命時の2人は、関連施設に並べて飾られた肖像画から想像されるような、一般的な意味での仲睦まじい夫婦であった訳ではない。彼女は夫とその取り巻きの少年・青年達のために、台所の片隅で家事をして暮らした。
ラーマクリシュナ・ミッション日本支部である日本ヴェーダーンタ協会は、ラーマクリシュナは生前、若きサーラダー・デーヴィーに宗教と哲学、他のグルたちから学んだことを教えて導いたとしており、『コタムリト』には「『聖母』は聖者のような彼女の夫によって自分に示された純粋かつ無私の愛の理念に魅惑された。彼女は自分のイシュタ・デヴァ（自分を導く応化神）として彼（ラーマクリシュナ）を礼拝し、彼の行動にならって自分の人格を開発することに満足した」と書かれている。また、ラーマクリシュナは、彼女を自分の母親、または母神のように思ったという。
日本ヴェーダーンタ協会は、ラーマクリシュナは死去する前に、弟子たちにサーラダー・デーヴィーを彼らの母、人類全体の母であるかのように思わせたと述べている。夫の死後、聖母として宗教的な活動を始め、ラーマクリシュナ・ミッションでは夫と共に崇敬されるようになった。日本ヴェーダーンタ協会は、彼女は素朴な女性であると同時に真の聖者であり、「宇宙的母性」で老若男女を惹きつけたと述べている。

## 関連文献
- 『霊性の師たちの生涯 - ラーマクリシュナ、サラダデヴィおよびヴィヴェーカーナンダ』 日本ヴェーダーンタ協会、1981年10月。
- スワーミー・ニキラーナンダ 『ホーリー・マザーの生涯 - 現代インドの聖女サーラダー・デーヴィーの生涯』 日本ヴェーダーンタ協会、2005年1月。